# Lonesome Crow
Lonesome Crow е дебютният албум на германската рок група „Скорпиънс“, издаден през 1972 г. от „Брейн Рекърдс“. Началото на албума води още от 1970 г., когато някои от неговите песни са записани от „Си Си Ей Рекърдс“ за музиката към германския филм за борба с наркотиците „Студеният рай“ и въпреки обмислянето да се издадат, те никога не са пуснати в продажба. Скоро след това „Скорпиънс“ печелят конкурс за групи, чиято награда е договор за запис със звукозаписната компания „Брейн Рекърдс“. Продуциран от Кони Планк, албумът е записан за една седмица през октомври 1971 г. Със звук, по-близък до хардрок и психеделичен рок, Lonesome Crow е единственото произведение на „Скорпиънс“, в което по-малкият брат на основателя на групата Рудолф Шенкер – китаристът Майкъл Шенкер, е постоянен член.
След издаването си, албумът получава смесени до отрицателни отзиви от специализираната преса и музикалните критици, като по-голямата част от тях подчертават липсата на посока и смесицата от психеделия и рок. Lonesome Crow е единственият запис на групата в стил „тъмно мелодичен“, за разлика от по-късните им творби, в него музикантите се фокусират върху „дълбоки“ и „тъмни“ мелодии, които не привличат реален интерес. Въпреки това, работата на Майкъл Шенкер като китарист и песента In Search of Peace of Mind са двете най-високо оценени точки. Първоначално издаден само в Германия, през годините е преиздаден и на други пазари, понякога с друго заглавие и различна обложка.
Lonesome Crow и третият албум на „Скорпиънс“ In Trance (1975), са единствените техни албуми, които не попадат в нито една международна класация, включително и в Германия. За разлика от някои други техни албуми от 70-те години на 20-и век, като Fly to the Rainbow (1974), Virgin Killer (1976) и Taken by Force (1977), които първоначално също не влизат в нито една класация, но след преиздаването им през следващите години, влизат в националната класация на Япония. Композициите от Lonesome Crow се изпълняват изключително рядко на живо и то само в началото на кариерата на групата. След края на 70-те години на 20-и век, „Скорпиънс“ спират да включват песни от албума в концертите си, с едно изключение, когато през 2006 г. In Search of Peace of Mind е изпълнена на фестивала във Вакен, Германия, заедно с Майкъл Шенкер, Улрих Джон Рот, Херман Раребел и Тайсън Шенкер.

## Описание
Китаристът Рудолф Шенкер и барабанистът Волфганг Дзиони основават групата през 1965 г. в Хановер, тогавашна Западна Германия. Първоначално наречени „Неймлес“, през следващите години различни музиканти преминават през състава и изнасят няколко концерта в северната част на страната, свирейки версии на някои групи от така наречената британска инвазия, главно „Бийтълс“ и „Ролинг Стоун“. През есента на 1968 г., под сегашното си име, „Скорпиънс“ се състоят от Рудолф Шенкер (ритъм китара), Волфганг Дзиони (барабани), Урлих Воробец (соло китара), Лотар Хаймберг (бас) и Бернд Хегнер (вокали). Урлих Воробец и Бернд Хегнер по-късно са уволнени и на тяхно място Рудолф Шенкер кани по-малкия си брат Майкъл Шенкер (китара) и Клаус Майне (вокали), и двамата от „Коперникус“, които се присъединяват към „Скорпиънс“ на 30 декември 1969 г.
Малко след това, започват да композират собствени песни и избират да ги пишат на английски, тъй като това е единственият начин да станат известни извън страната си. През 1970 г. някои от тях са записани от „Си Си Ей Рекърдс“ за музиката към германския филм за борба с наркотиците „Студеният рай“, но въпреки факта, че компанията обмисля да ги издаде на диск, те никога не са издадени. Във връзка с този факт, Клаус Майне казва, че звукозаписното студио е построено в нечие мазе и изобщо не е професионално. Обезсърчени от ситуацията, те участват в конкурс за групи, който се провежда в хановерската изложбена зала, чиято награда е договор за запис с „Брейн Рекърдс“. Въпреки че заемат първо място, те са дисквалифицирани поради твърде силно свирене. Все пак, четири седмици по-късно, групата на която е дадено първото място, се разпада и наградата е присъдена на „Скорпиънс“.

## Композиране и записване
Записите и смесването им, се извършват през октомври 1971 г. в „Стар Студиос“ в Хамбург, само за една седмица, за чиято продукция е отговорен Кони Планк. Той е известен по това време с работата си с различни краутрок групи и се опитва да промени имиджа и посоката на групата, като предлага промяна на името ѝ на „Сталинград“. Клаус Майне си спомня: „искаше да се облечем във военни униформи и след това да изпълзим на сцената. Мисля, че искаше да ни направи ранен вид „Рамщайн“, със сценично шоу“, групата обаче отказва. Въпреки това, „Скорпиънс“ и Кони Планк имат добри отношения, като според Клаус Майне, именно продуцентът помага за договора им с „Метроном“, компанията „майка“ на „Брейн Рекърдс“.
И петимата музиканти са посочени като автори на песните от албума, въпреки че Майкъл Шенкер по-късно заявява, че има някаква дезинформация относно това. Той твърди, че композира песента In Search of the Peace of Mind сам в кухнята на майка си, но като нейни автори са посочени всички музиканти от „Скорпиънс“. Освен това той не знае кой пише текстовете, тъй като по това време не знае английски език. Lonesome Crow е единственият албум на групата, в който Майкъл Шенкер е постоянен член.
Звученето на албума се определя като „микс от тежък ритъм на „Блек Сабат“ и психеделични заемки“ и дори като лоша комбинация от „„Блек Сабат“, „Лед Зепелин“ и „Ролинг Стоунс““. В рецензията си за албума, Тейлър Карлсън отбеляза, че I'm Going Mad „има племенни удари на барабаните, песнопения, изкривени китари и други елементи“, които се различават от обичайните песни на групата и до голяма степен е инструментал. It's All Depends е хардрок парче с нотки на блус, докато Leave Me е „по-бавно и по-страшно (...) със странни клавиши, припеви и също толкова натрапчиви песнопения“. In Search of the Peace of Mind е „странна смесица от музикални звуци, смесващи акустични и електрически китари, преминаващи от меки и мелодични до натрапчиви и интензивни за секунди“ и включва Майкъл Шенкер, който се откроява със соло на китара. Същата мощ е отразена в Inheritance, въпреки че е „задвижвана от тежък бас“. От своя страна Action съдържа „някои диви вокали от Майне и някои интензивни инструментални пасажи“. За последната песен, Lonesome Crow, дълга повече от тринадесет минути той пише „обикаля навсякъде без истинско усещане за посока, но е толкова бързо, френетично и интересно музикално изживяване“ и включва бас изпълнен от Лотар Хаймберг.

## Издаване и преиздаване
Lonesome Crow е издаден на 9 октомври 1972 г. от „Брейн Рекърдс“. Според Клаус Майне, албумът е продаден в около 10 000 копия. По същия начин, когато е издаден в Съединените американски щати през 1973 г., местен независим печат в Чикаго успява да продаде близо 25 000 копия от него.
През годините, албумът е преиздаван няколко пъти, понякога с различни заглавия и обложки. През 1977 г. „Брейн Рекърдс“ го преиздават два пъти в Германия, първо под заглавието The Scorpions и след това като Gold Rock, същото се случва и през 1980 г., въпреки че първата версия се казва Action, а втората The Original Scorpions. Други преиздания се открояват с различна обложка от оригиналната, например испанското издание от 1986 г. включва златен скорпион. Британското издание от 1982 г. включва скорпион, атакуващ руини, дело на английския илюстратор Родни Матюс.

## Представяне
За да популяризира Lonesome Crow, през януари 1972 г. „Брейн Рекърдс“ издава сингъла I'm Going Mad, но само в Германия. На 26 март същата година, в Карлсруе започва турнето Lonesome Crow Tour, което позволява на „Скорпиънс“ да свирят в различни градове на тогавашната Западна Германия, понякога като подгряваща група на „Юрая Хийп“, Рори Галахър и „Ю Еф Оу“. През юни 1973 г. „Ю Еф Оу“ убеждават Майкъл Шенкер да се присъедини към тях, което налага Улрих Джон Рот – водещ китарист и приятел на Рудолф Шенкер да помогне на групата на няколко концерта. Той обаче предпочита да продължи с групата си „Дон Роуд“, съставена също от Франсис Буххолц (бас), Юрген Розентал (барабани) и Ахим Киршнинг (клавиши). С този нов състав, турнето продължава до първото тримесечие на 1974 г., като последният концерт се състои на 30 април същата година в Хановер.
Само четири песни от албума, групата изпълнява на живо през кариерата си, това са Inheritance, It All Depends и Lonesome Crow, които са изпълнени само по веднъж. In Search of the Peace of Mind, е изпълнена три пъти до 1978 г., след което до 2006 г. не е включвана в концертните изпълнения на „Скорпиънс“. Повече от три десетилетия по-късно, тя е предварително избрана след интернет гласуване от феновете на групата да присъства сред изпълнените на концерта във Вакен през 2006 г., част от световното концертно турне Unbreakable Tour, където Майкъл Шенкер, Улрих Джон Рот, Херман Раребел и Тайсън Шенкер партнират на останалите членове на „Скорпиънс“. Въпреки това, тя не е включена в издадения видео албум Live at Wacken Open Air.

## Оценки и възприемане
Lonesome Crow получава смесени до отрицателни отзиви от специализираната преса. Германската версия на сайта „Ю Дискавър Мюзик“ отбеляза, че „незрелият глас на Майне, забележителното немско произношение, доста безсмислени текстове и известна дължина (особено на неравната заглавна песен)“ не го правят акцент в кариерата им от днешна гледна точка, „но има първа стъпка към превъзходството на хардрока“. Освен това той пише, че не е изненада, че албумът е пренебрегван; групата практически никога не свири нито една от песните си, но това е „вълнуващо и отварящо очите петриево блюдо с всичко, което няколко години по-късно трябва да бъде доведено до съвършенство“. Тейлър Карлсън от списание „Зи Рок Ер“ отбеляза, че групата няма ориентация, но е талантлива, и добавя „това е предвестник на по-големи хитове, които идват и интересна капсула на времето за феновете“. От своя страна, Бари Вебер от „Олмюзик“ оценява изданието, като една от най-слабите им продукции, „нито хармонична, нито интересна“ и е критичен към гласа на Клаус Майне, който той нарича „монотонен и скучен“. Въпреки това, отбеляза, че „Майкъл Шенкер осигурява някои силни китарни мелодии“. Роб Кемп от „Блендър“ го определя като „слаб дебют с аромат на „Дийп Пърпъл““ и изказва мнение, че песента In Search of the Peace of Mind показва трудностите, които групата има по това време с английския език.
Списание „Керанг!“ в рецензията си на преизданието от 1981 г., също споменава за тази липса на посока, като пише, че не прилича на по-късната музика на „Скорпиънс“, въпреки че си заслужава да се чуе как Майкъл Шенкер свири в песните. Екипът на писане на „Класик Рок“ го включва в списъка си с десет страхотни групи, чиито дебютни албуми не са толкова страхотни, наричайки го малко странно и много психеделично, където „Скорпиънс“ все още търсят посока. Той изтъква китарните сола на Майкъл Шенкер с песента In Search of the Peace of Mind и като цяло го определя, като „албум, който има музикална стойност“. Малкълм Доум от същата медия го класира на шестнадесето място в списъка си с най-добрите албуми на групата. По подобен начин, Едуардо Ривадавия от „Ултимейт Класик Рок“ го поставя на десето място и в рецензията си и отбеляза, че подобно на много дебютиращи групи, на „Скорпиънс“ „липсваше подправка и насока“, чийто звук бе по-скоро свързан с психеделия и малко краутрок, отколкото с хардрок и подчертава работата на Майкъл Шенкер. За разлика от колегите си, Крис Уестууд от „Рекърд Мирър“ дава доста положителна оценка за Lonesome Crow, наричайки го „важен артефакт, който пося семената за по-големи (по-съвременни) моменти на слава и триумф“. Той също така подчертава песните Action и Lonesome Crow и открива „характеристиките на „Крийм“, „Блек Сабат“ и „Лед Зепелин“, успешно съчетани с немския авангарден експеримент от края на 60-те години“.

## Списък на песните
Страна едно
1. I'm Going Mad (Майкъл Шенкер, Рудолф Шенкер, Волфганг Дзиони, Лотар Хаймберг) – 4:53
2. It All Depends (Майкъл Шенкер, Рудолф Шенкер, Волфганг Дзиони, Лотар Хаймберг) – 3:30
3. Leave Me (Майкъл Шенкер, Рудолф Шенкер, Волфганг Дзиони, Лотар Хаймберг) – 5:06
4. In Search Of The Peace Of Mind (Майкъл Шенкер, Рудолф Шенкер, Клаус Майне, Волфганг Дзиони, Лотар Хаймберг) – 4:59

Страна две
1. Inheritance (Майкъл Шенкер, Рудолф Шенкер, Клаус Майне, Волфганг Дзиони, Лотар Хаймберг) – 4:41
2. Action (Майкъл Шенкер, Рудолф Шенкер, Клаус Майне, Волфганг Дзиони, Лотар Хаймберг) – 3:56
3. Lonesome Crow (Майкъл Шенкер, Рудолф Шенкер, Клаус Майне, Волфганг Дзиони, Лотар Хаймберг) – 13:31

## Музиканти
- Клаус Майне – вокали
- Рудолф Шенкер – китари
- Майкъл Шенкер – китари
- Волфганг Дзиони – барабани
- Лотар Хаймберг – бас

## Цитати
1. 1 2 3 4  Weber, Barry. AllMusic Review by Barry Weber //  Album Overview.   allmusic.com. Посетен на 2020-02-13. (на английски)
2. 1 2 3  Springorum, Björn. 50 Jahre „Lonesome Crow“: Der unbeholfene Start der Scorpions //  Popkultur.   udiscover-music.de, 2022-02-11. Посетен на 2023-01-05. (на немски)
3. ↑  Schenker 2010, с. 142.
4. ↑  Popoff 2016, с. 4.
5. ↑  Popoff 2016, с. 6.
6. 1 2  Blazek 2006, с. 8.
7. ↑  Various – Psychedelic Gems 2 //   discogs.com. Посетен на 2023-01-05. (на английски)
8. 1 2  Romero, Mariskal. Klaus Meine recuerda el precario primer estudio de Scorpions: "Nos dimos cuenta que empezamos mal //   mariskalrock.com, 2022-02-20. Посетен на 2023-01-05. (на испански)
9. ↑  Forever and a Day (1) //   dw.com. Посетен на 2023-01-05. Пусни от минута 9:00 до минута 9:30 (на немски)
10. ↑  Metal Exiles. KLAUS MEINE On Life After SCORPIONS: I Am Sure It Will Not Be Boring //   blabbermouth.net, 16 април 2010.  Архивиран от оригинала на 2010-04-18. Посетен на 2 2 март 2011. (на английски)
11. 1 2  ALBUM DETAILS Lonesome Crow //  Discography.   the-scorpions.com. Посетен на 2020-02-13. (на английски)
12. ↑  Makowski, Peter. The Turbulent Story Of The Scorpions //  Classic Rock.   loudersound.com, 2016-11-06. Посетен на 2023-01-06. (на английски)
13. ↑  Polcaro, Rafael. Michael Schenker says Scorpions took advantage of him on the first album //   rockandrollgarage.com, 2021-01-18. Посетен на 2023-01-06. (на английски)
14. 1 2 3 4 5  Carlson, Taylor. Scorpions - A Look Back at Lonesome Crow, their 1972 debut! //  Reviews.   zrockr.com, 2015-06-10. Посетен на 2023-01-06. (на английски)
15. ↑  Gomez, Rob. Exclusive Interview with Klaus Meine, Legendary Lead Singer of the Scorpions! //  Exclusive Artist Interviews.   southtexassoundproject.com, 2008-08-27.  Архивиран от оригинала на 2019-04-12. Посетен на 2023-01-06. (на английски)
16. ↑  Scorpions – The Scorpions //  Scorpions.   discogs.com. Посетен на 2023-01-06. (на английски)
17. ↑  Scorpions – Gold Rock //  Scorpions.   discogs.com. Посетен на 2023-01-06. (на английски)
18. ↑  Scorpions – Action //  Scorpions.   discogs.com. Посетен на 2023-01-06. (на английски)
19. ↑  Scorpions – The Original Scorpions //  Scorpions.   discogs.com. Посетен на 2023-01-06. (на английски)
20. ↑  Scorpions – Lonesome Crow //  Scorpions.   discogs.com. Посетен на 2023-01-06. (на английски)
21. ↑  Scorpions: Lonesome Crow open edition giclèe art print //   rodneymatthewsstudios.com.  Архивиран от оригинала на 2022-08-03. Посетен на 2023-01-06. (на английски)
22. ↑  SCORPIONS - I'M GOING MAD (SONG) //   germancharts.de. Посетен на 2023-01-06. (на немски)
23. 1 2  Lonesome Crow Tour //  Live.   the-scorpions.com. Посетен на 2023-01-06. (на английски)
24. ↑  1972 //   History. Посетен на 2023-01-06. (на английски)
25. ↑  ULI JON ROTH - MUSIC BIOGRAPHY //   ulijonroth.com.  Архивиран от оригинала на 2016-12-15. Посетен на 2023-01-06. (на английски)
26. ↑  Scorpions Albums total //  Tour Statistics.   setlist.fm. Посетен на 2023-01-07. (на английски)
27. ↑  In Search of the Peace of Mind performed by Scorpions //  Song Statistics.   setlist.fm. Посетен на 2023-01-07. (на английски)
28. ↑  Scorpions Setlist at Hauptstrasse, Wacken, Germany, AUG 3 2006 //  Scorpions.   setlist.fm. Посетен на 2023-01-07. (на английски)
29. ↑  Larkin 2006, с. 1976.
30. 1 2  Westwood, Chris. Scorpions - Lonesome Crow (PDF) //  Sayer little prayer for me.   Record Mirror. Посетен на 2023-01-06. Page 14 (на английски)
31. ↑  Kemp, Rob. Mein Gott! It’s Germany’s greatest rock band uff all time! //  Scorpions.   blender.com, 2002-10-29.  Архивиран от оригинала на 2004-10-27. Посетен на 2023-01-06. (на английски)
32. ↑  KERRANG! Number 6 Complete Magazine //   Kerrang!, 1981-12. Посетен на 2023-01-06. (на английски)
33. ↑  Stephen Hill, Dom Lawson, Fraser Lewry, Alec Chillingworth, Dave Ling, Rob Hughes, Sleazegrinder, Malcolm Dome, Jon Hotten. 10 great bands whose debut albums weren't actually that great //  Classic Rock.   loudersound.com, 2021-10-15. Посетен на 2023-01-06. (на английски)
34. ↑  Dome, Malcolm. Every Scorpions album ranked from worst to best //  Classic Rock.   loudersound.com, 2022-05-11. Посетен на 2023-01-06. (на английски)
35. ↑  Rivadavia, Eduardo. Scorpions Albums Ranked Worst to Best //   ultimateclassicrock.com, 2015-09-18. Посетен на 2023-01-06. (на английски)